# Spoorlijn Heudeber-Danstedt - Oker
De spoorlijn Heudeber-Danstedt - Oker is een enkelsporige, niet geëlektrificeerde spoorlijn in de deelstaten Saksen-Anhalt en Nedersaksen. De spoorlijn bestaat tegenwoordig uit twee delen, namelijk Bad Harzburg - Oker en Heudeber-Danstedt - Bad Harzburg. Hiervan is het deel Ilsenburg - Bad Harzburg door de Duitse deling in 1945 opgebroken en nooit herbouwd.
Het trajectdeel Heudeberg-Danstedt - Ilsenburg ontsluit voornamelijk het noorden van de Harz. Zo bedient de lijn in het bijzonder het toeristische verkeer voor de Harzer Schmalspurbahnen, maar ook het goederenverkeer van en naar de walserij in Ilsenburg.
Het trajectdeel Bad Harzburg - Oker kent geen stations meer en bedient voornamelijk het regionale verkeer tussen Bad Harzburg - Goslar - Hildesheim/Göttingen.

## Geschiedenis

### Heudeber-Danstedt - Bad Harzburg

#### Begin tot 1945

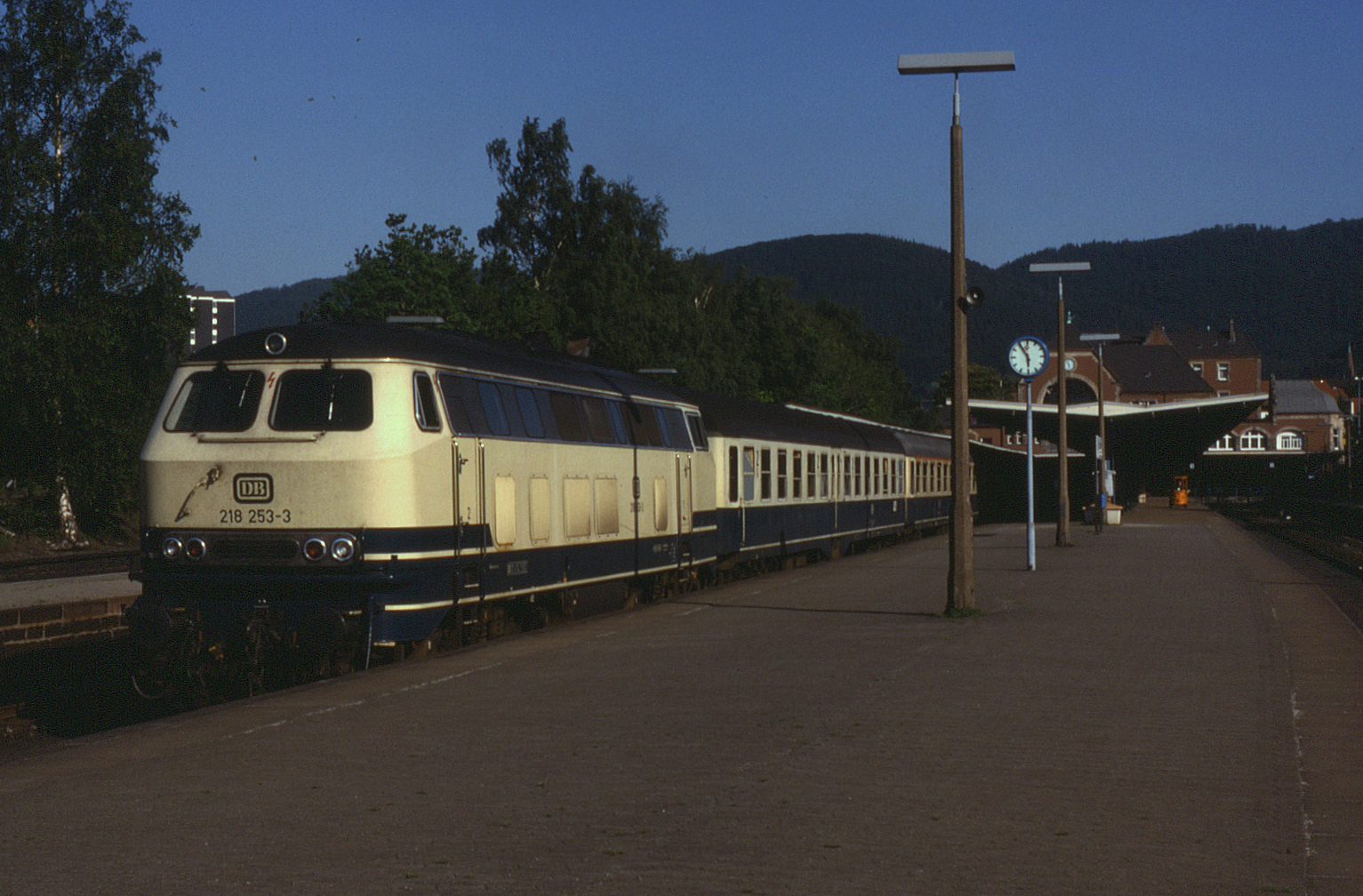
Perron in Bad Harzburg op 23 mei 1989

Een directe verbinding tussen Halberstadt, Heudeber-Danstedt en Vienenburg bestond sinds 1869. Deze lijn nam de kortste route en liet hierbij dichter bevolkte Harzrand en daarmee de steden Wernigerode en Ilsenburg links liggen. De toen al belangrijke toeristische bestemming Wernigerode kon in Berlijn er door krijgen, dat de Magdeburg-Halberstädter Eisenbahngesellschaft verplicht werd een 9 kilometer lange zijlijn aan te leggen vanaf Heudeber-Danstedt. Deze werd op 11 mei 1872 geopend.
In Ilsenburg groeide de metaalindustrie verder. Er kwamen lange onderhandelingen over een verbinding Wernigerode - Ilsenburg - Bad Harzburg met een mogelijke verlenging naar Goslar, maar deze verlenging bleek economisch niet haalbaar. Uiteindelijk liet de Preußische Staatseisenbahnen zich tot de bouw bewegen, op 20 mei 1884 werd Ilsenburg en Wernigerode met elkaar verbonden. Voor een spoorlijn van alleen regionaal belang werd er een zeer bochtig tracé aangekocht. Door tracévraagstukken en tegenstand van grondbezitters werd de verlenging naar Bad Harzburg verder vertraagd. Pas op 1 oktober 1894 werd ook hier het treinverkeer, via Stapelburg en Eckertal, in gebruik genomen met een doorgaande reizigerstrein van Bad Harzburg naar Halberstadt.
Terwijl de verbinding hoofdzakelijk voor regionale ontsluiting diende, waren er ook een aantal langeafstandstreinen, waaronder de in de jaren '30 doorgaande rijtuigen Hamburg - Wernigerode - Berlijn.

#### Deling in 1945
Hoewel de lijn geen zware oorlogsschade had geleden, werd het in 1945 door de Duitse deling in bezettingszones gedeeld tussen Stapelburg en Eckertal. De Deutsche Bundesbahn (West-Duitsland) staakte het reizigersverkeer van Bad Harzburg naar Eckertal in 1958.
De Deutsche Reichsbahn (Oost-Duitsland) stopte met het reizigersverkeer tussen Stapelburg en Ilsenburg in 1961, doordat de lijn te dicht bij de grens lag. De spoorlijn bleef wel beschikbaar voor eventuele militaire transporten.

#### Sluiten van de onderbreken in 1996

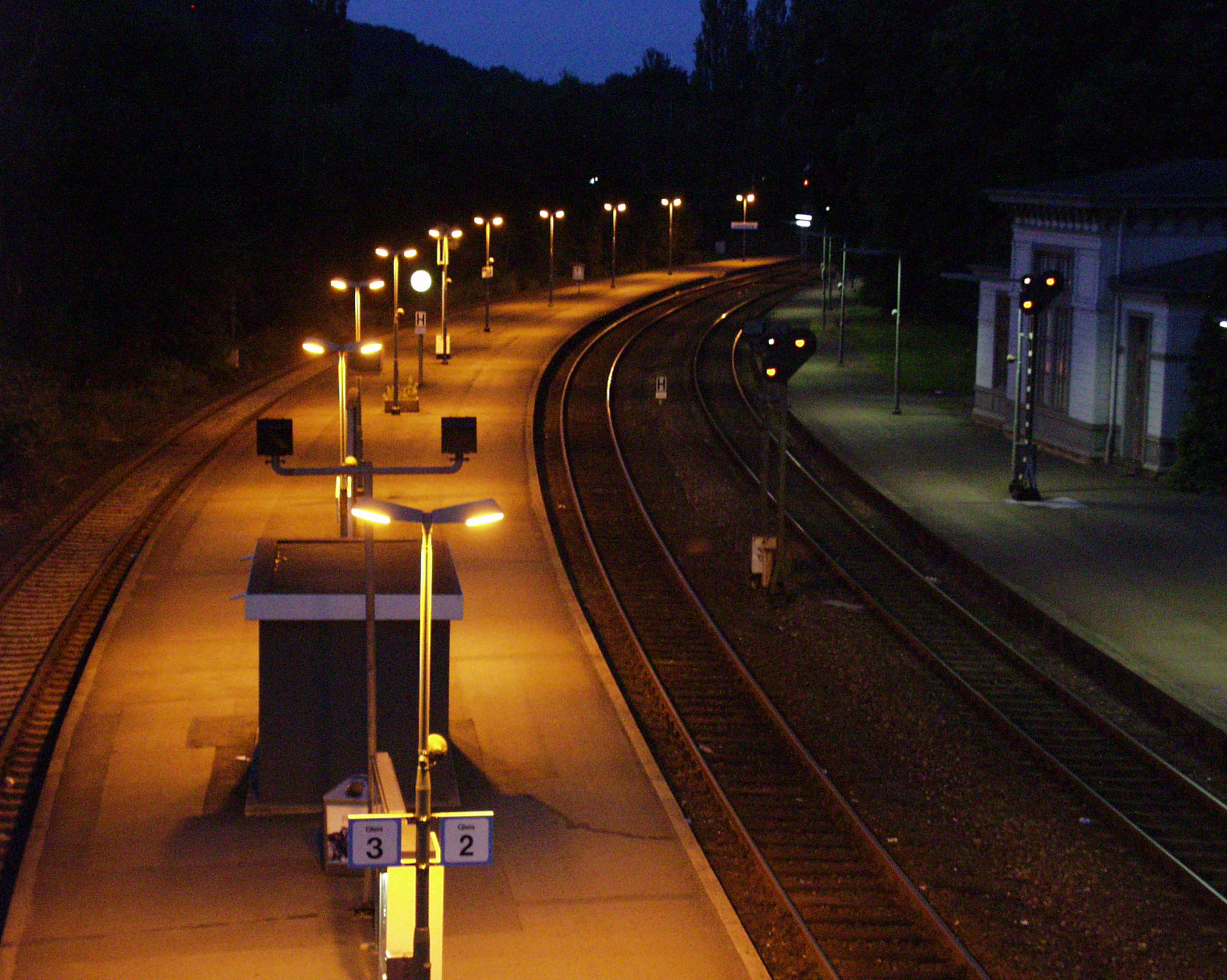
Perron van station Vienenburg in 2002

In de euforie na de val van de Muur werd het traject Ilsenburg - Stapelburg in december 1989 heropend en in de volgende jaren werd intensief gediscussieerd over mogelijk tracés tussen Nedersaksen en Saksen-Anhalt ten noorden van de Harz. Het werd snel duidelijk, dat de Bondsregering en de spoorwegen maximaal één verbinding gaat financieren. De oude goederenlijn was voor het regionale verkeer ongeschikt, de hellingen bij en het kopmaken in station Bad Harzburg was voor het verkeer grote hindernissen. Daarom werd er voor een variant gekozen, die bij Ilsenburg aftakt en langs Stapelburg loopt en nog in Saksen-Anhalt op de spoorlijn naar Vienenburg aansluit. Daarmee kon het heropenen van de lijn in Nedersaksen wettelijk worden gezien als renovatie, die het openen van overwegen mogelijk maakte. Op 12 april 1995 werd het trajectdeel Ilsenburg - Stapelburg wederom gesloten en op 2 juni 1996 werd de nieuwe verbinding in gebruik genomen. Stapelburg kreeg hiermee, voor de derde maal, een nieuw station.
Op de spoorlijn werd in het begin ook Interregio-Express-treinen ingezet, maar die waren snel uit het aanbod geschrapt.
In 2007 werd de spoorlijn voor werkzaamheden gesloten, hiermee kreeg de lijn elektronische treinbeveiliging en werd ingericht voor kantelbaktreinen. Vanaf december 2007 reden er weer treinen over de spoorlijn. In kader van de verbouwing werden bijna alle oude seinhuizen evenals het monumentale stationsgebouw van Ströbeck gesloopt. Monumentenzorg kwam hiertegen in opspraak, maar de Deutsche Bahn heeft het pand uiteindelijk gesloopt.

### Bad Harzburg - Oker
Het huidige Bad Harzburg kreeg in 1840 een spooraansluiting richting Braunschweig. Hieraan werd in 1866 de spoorlijn Vienenburg - Goslar via Oker aangesloten. In 1883 kreeg Goslar met de spoorlijnen naar Seesen en naar Hildesheim een aansluiting naar het Westen, Bad Harzburg werd in 1894 met Ilsenburg verbonden. Een verbinding via Bad Harzburg werd allang gepland, maar vertraagde door tegenstand van grondbezitters en er werden andere tracés gepland. Pas op 1 mei 1912 kon de Preußische Staatseisenbahnen tussen Bad Harzburg en Oker treinen laten rijden.
Wat voor een lokale lijn ongewoon was, is dat de spoorlijn door D-treinen werd gebruikt. Het oost-westgoederenverkeer meed deze spoorlijn door de hellingen in de Harzrand en reden via Vienenburg. Terwijl de spoorlijnen naar het oosten werden gesloten door de Duits-Duitse grens, bleef deze spoorlijn goed bereden en werd begin jaren '90 onderdeel van het Interregio-netwerk.
Sinds het schrappen van de Interregio's wordt de spoorlijn alleen nog door regionale treinen gebruikt.

## Ongeval
Op 28 januari 2011 kwam het tussen Wernigerode en Ilsenburg bij een AHOB-overweg tot een ongeval. Een met gietijzer beladen vrachtwagen werd aangereden door een Regional-Express. Er waren vier lichtgewonden, twee auto's werden door de meegesleurde vrachtwagen beschadigd. Spoorweginfrastructuur en de kop van de trein raakte daarbij zwaar beschadigd. De hoogte van de schade lag rond de €417.000.

## Exploitatie

### Heudeber-Danstedt - Ilsenburg
Het huidige exploitatieconcept bestaat uit twee Regional-Express-lijnen, die elke twee uur rijden tussen Maagdenburg - Goslar en tussen Halle (Saale) - Goslar. Hierdoor ontstaat er tussen Halberstadt en Goslar een uurfrequentie. Voor de exploitatie wordt gebruik gemaakt van dieseltreinstellen van het type Baureihe 640 en Baureihe 648, die soms als dubbeltractie rijden. Beide lijnen worden tot de nieuwe dienstregeling 2019 (december 2018) geëxploiteerd door Transdev Sachsen-Anhalt. In de weekenden rijdt de Harz-Berlin-Express van Transdev GmbH, die de Harz direct met Berlijn verbindt. Sinds de dienstregeling van 2008 is de reistijd door afgesloten renovatiewerkzaamheden flink verkort.
Daarbij wordt per spoor staal uitgewisseld tussen de metaalfabrieken in Salzgitter en Ilsenburg.
Tot de dienstregeling 2014 reden de Regional-Express-treinen Halle (Saale) - Goslar verder via Hildesheim naar Hannover. DB Regio gebruikte hiervoor kantelbaktreinen van het type Baureihe 612. Voor de voormalige Regionalbahn-lijn Halle (Saale) - Halberstadt - Vienenburg maakte DB regio gebruikt van dieseltreinstellen van het type Baureihe 642, totdat deze lijn in december 2005 geschrapt werd.
Bij de nieuwe dienstregeling van 2018 wordt de exploitatie overgenomen door Abellio Rail Mitteldeutschland, doordat Abellio de concessie Dieselnet Saksen-Anhalt had gewonnen. Abellio blijft hiervoor de huidige dieseltreinstellen van het type Baureihe 648 gebruiken.
| Serie  | Treinsoort                                | Route | Bijzonderheden       |
| ------ | ----------------------------------------- | --- | -------------------- |
| HEX 4  | HarzElbeExpress (Transdev Sachsen-Anhalt) | Halle (Saale) Hbf – Könnern – Sandersleben – Aschersleben – Gatersleben – Halberstadt – Wernigerode – Vienenburg – Goslar | Eenmaal per twee uur |
| HEX 21 | HarzElbeExpress (Transdev Sachsen-Anhalt) | Magdeburg Hbf – Oschersleben – Halberstadt – Wernigerode – Vienenburg – Goslar                                            | Eenmaal per twee uur |

### Bad Harzburg - Oker
Sinds de dienstregeling 2015 rijdt de Regional-Express Halle (Saale) - Hannover niet meer via Bad Harzburg en eindigt in Goslar. De LNVG (OV-Bureau Nedersaksen) rechtvaardigde deze stap doordat het efficiënter is om op deze lijn te rijden met treinen zonder kantelbaktechniek. Als vervanger wordt elk uur een Regional-Express-lijn Bad Harzburg - Hannover ingezet, die in Goslar goede aansluiting heeft op de trein naar Halle. In kader van een Europese aanbesteding van het Dieselnet Nedersaksen Zuidoost (DINSO) won OHE-dochter erixx deel 2 van de concessie, waaronder de Regional-Express Bad Harzburg - Hannover. De spoorwegmaatschappij mag vanaf december 2014 voor 15 jaar de lijn exploiteren met dieseltreinstellen van het type LINT 54 uit de materieelpool van de LNVG.
Uit het tweede deel van de concessie kreeg DB Regio Nord de Regionalbahn Bad Harzburg - Kreiensen - Göttingen gegund. DB Regio Nord mag vanaf december 2014 voor 15 jaar de lijn exploiteren met gemoderniseerde dieseltreinstellen van het type LINT 41.
| Serie | Treinsoort                   | Route                                                                         | Bijzonderheden |
| ----- | ---------------------------- | ----------------------------------------------------------------------------- | -------------- |
| RE 10 | Regional-Express (Erixx)     | Hannover Hbf – Hildesheim Hbf – Salzgitter-Ringelheim – Goslar – Bad Harzburg |                |
| RB 82 | Regionalbahn (DB Regio Nord) | Göttingen – Northeim (Han) – Kreiensen – Seesen – Goslar – Bad Harzburg       |                |

## Aansluitingen
In de volgende plaatsen was of is er een aansluiting van de volgende spoorweglijnen:
Heudeber-Danstedt
DB 6344, spoorlijn tussen Halle en Vienenburg
Misleben
DB 6868, spoorlijn tussen Langenstein en Misleben
Ilsenburg
DB 6393, spoorlijn tussen Ilsenburg en Vienenburg
Bad Harzburg
DB 1901, spoorlijn tussen Braunschweig en Bad Harzburg
Oker
DB 1932, spoorlijn tussen Vienenburg en Goslar

## Stations

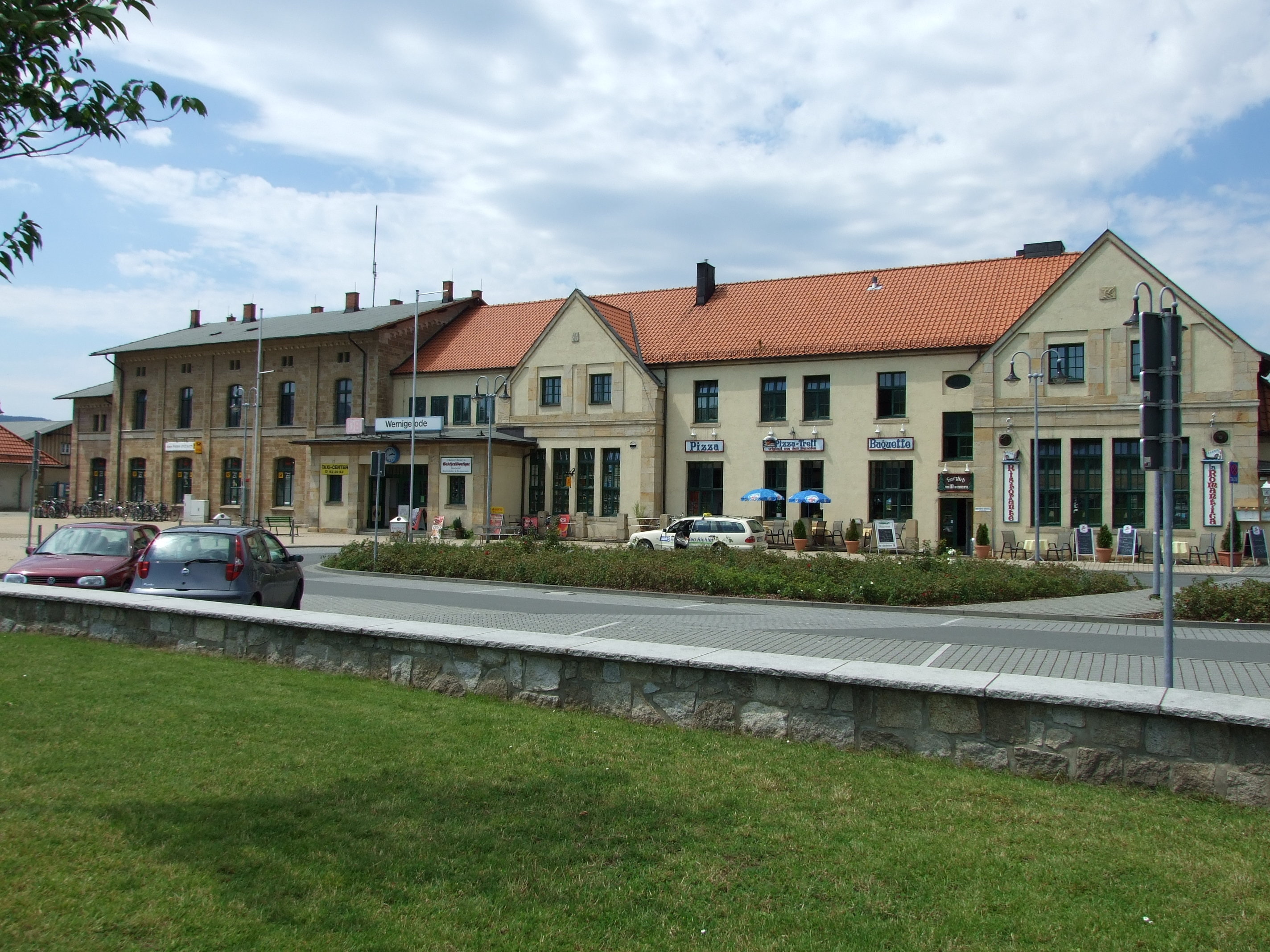
Station Wernigerode (DB)
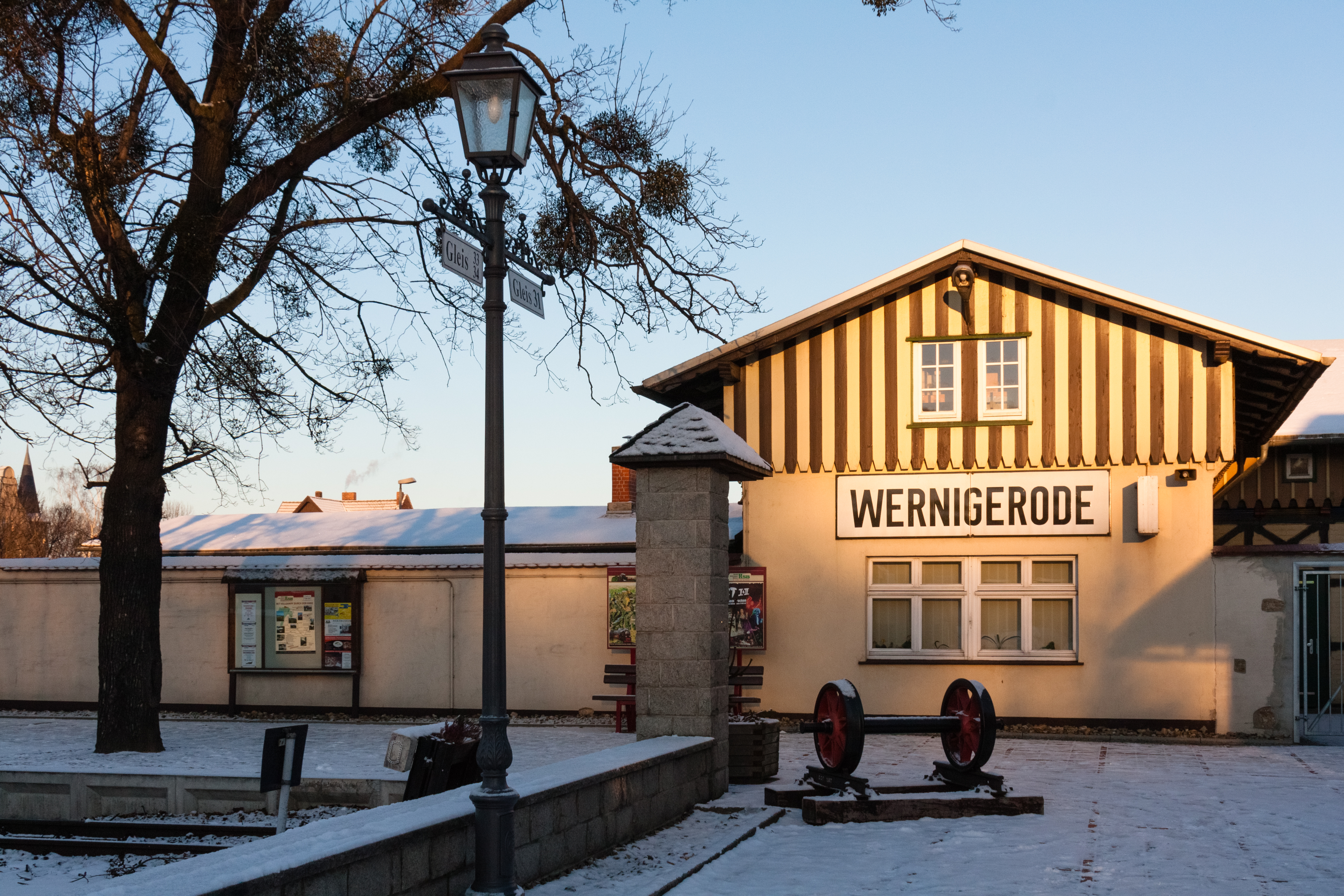
Station Wernigerode (HSB)
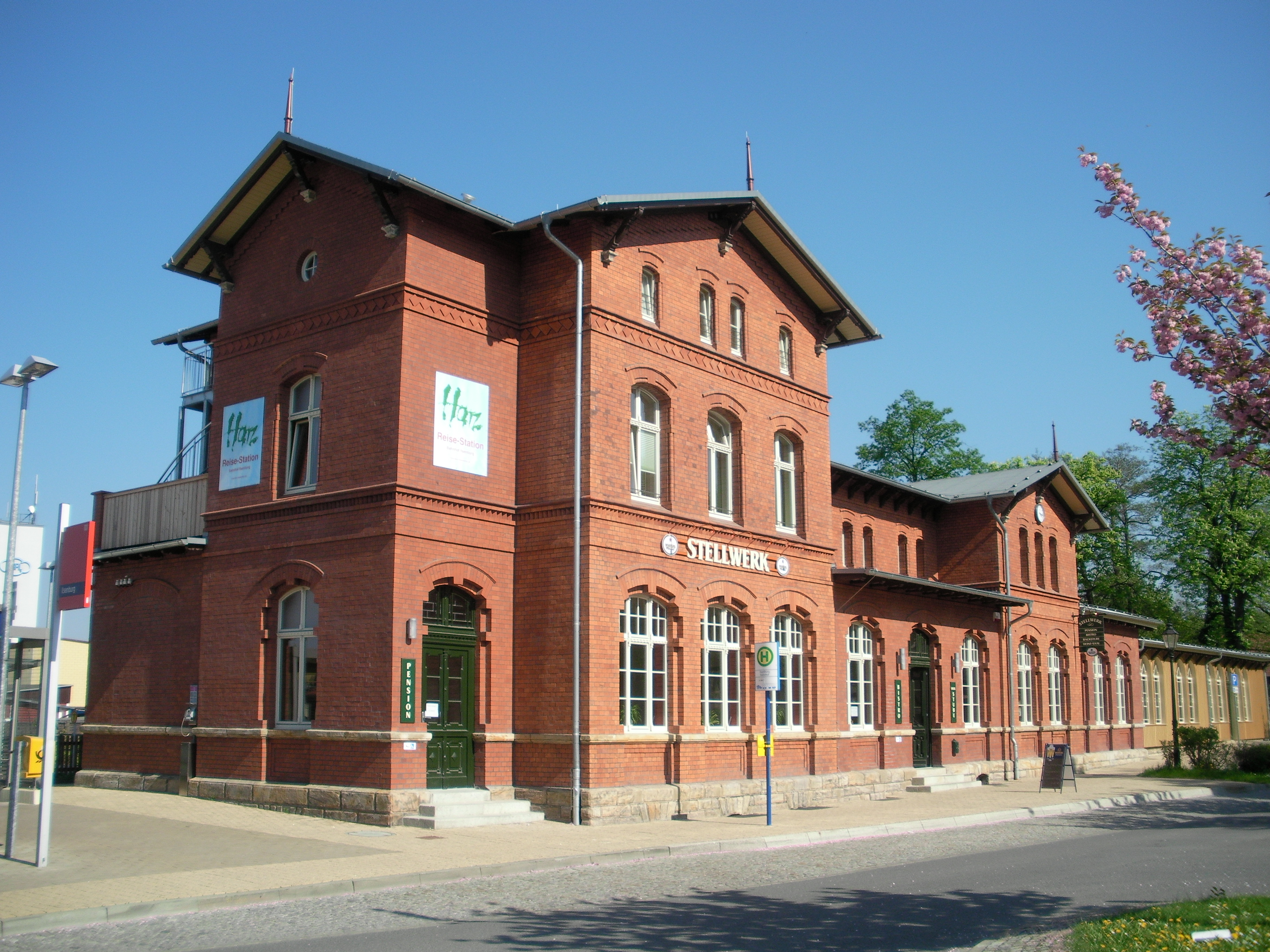
Station Ilsenburg
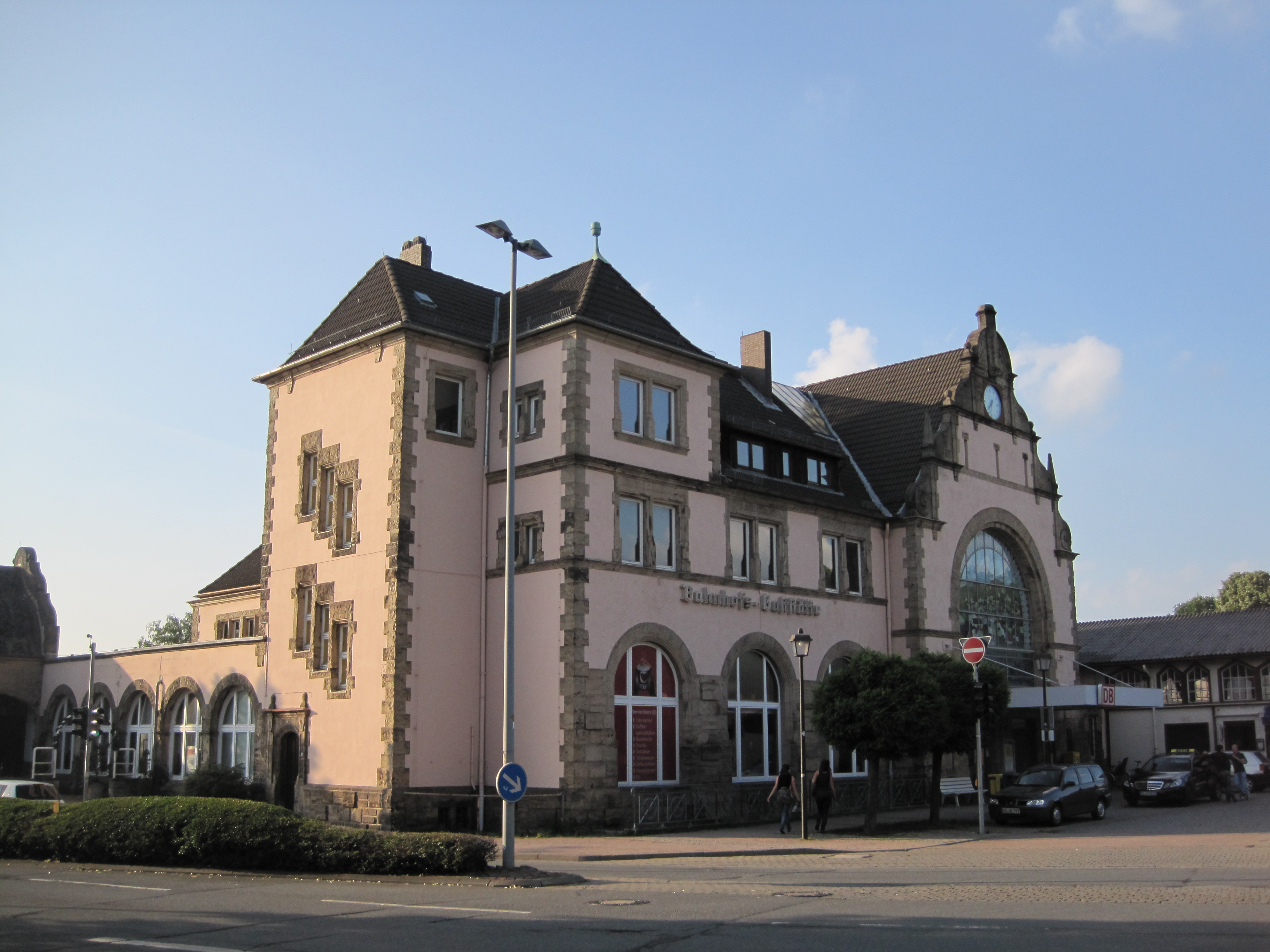
Station Bad Harzburg